# Nikolaus Karsten
Nikolaus Karsten (* 8. Dezember 1969 in Hamburg) ist ein deutscher Politiker (SPD).

## Leben
1990 ging Karsten nach Berlin und studierte an der TU Berlin Technischen Umweltschutz.
Neben seinem Beruf begann Karsten sich politisch zu engagieren und wurde Mitglied der SPD. Am 18. September 2011 bei der Wahl zum Abgeordnetenhaus von Berlin 2011 errang Karsten im Wahlkreis Pankow 9 das Direktmandat für das Abgeordnetenhaus von Berlin. 2016 schied er aus dem Abgeordnetenhaus aus.
Karsten ist verheiratet und hat drei Kinder.

## Weblink
- Offizielle Webseiten von Nikolaus Karsten